# Abana (Kastamonu)
Abana es una ciudad y distrito de la provincia de Kastamonu en la Región del Mar Negro, región de Turquía. Se encuentra al noreste de la provincia, en la costa del mar Negro. Según el censo de 2010, la población del distrito era de 3.583 habitantes, de los que 2.872 vivían en la ciudad de Abana. El distrito cubre un área de 32 km² y la elevación más alta es de 300 m (984 pies).
El distrito de Abana tiene 11 km de costa, de los cuales 7 km son de playas de arena, haciendo que sea un popular centro vacacional de verano y una fuente de ingresos para la región. El 14 de enero de 2021 se registró una temperatura de 31,6 grados Celsius (88,9 °F), la temperatura más alta de enero en Turquía.

## Historia
Abana es una de las ciudades más antiguas de la provincia de Kastamonu. Sus primeros restos arqueológicos la relacionan con Paflagonia. La ciudad fue gobernada por diferentes dinastías: Danisméndidas, Sultanato de Rum, Candaroglu, y, finalmente, Imperio otomano. Se convirtió en distrito de la provincia de Kastamonu tras la reforma de 1945.

## Medios de transporte
A la ciudad de Abana se puede llegar fácilmente desde Kastamonu, a través de Devrakani y Bozkurt.

## Galería

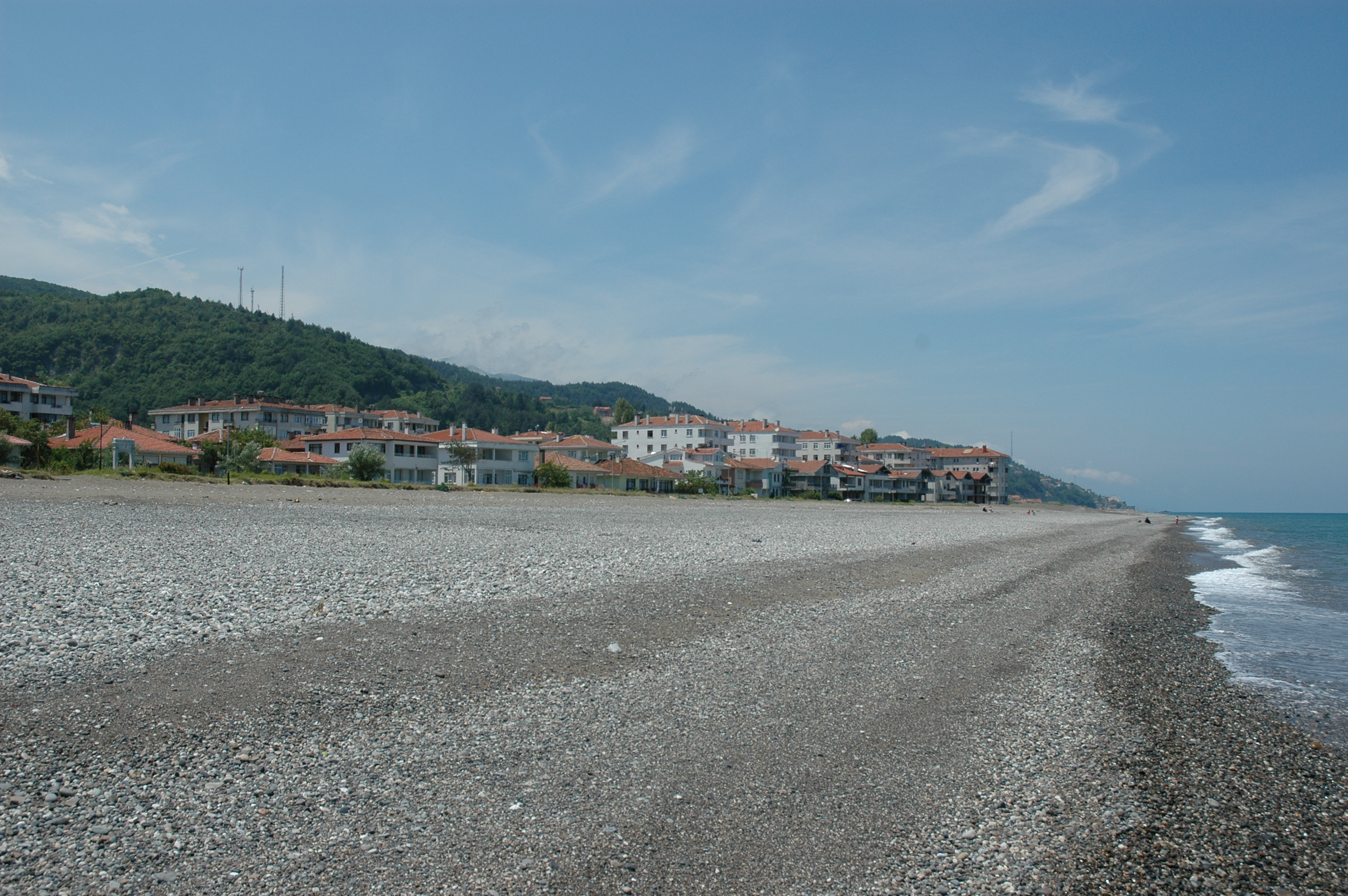
Abana en 2005
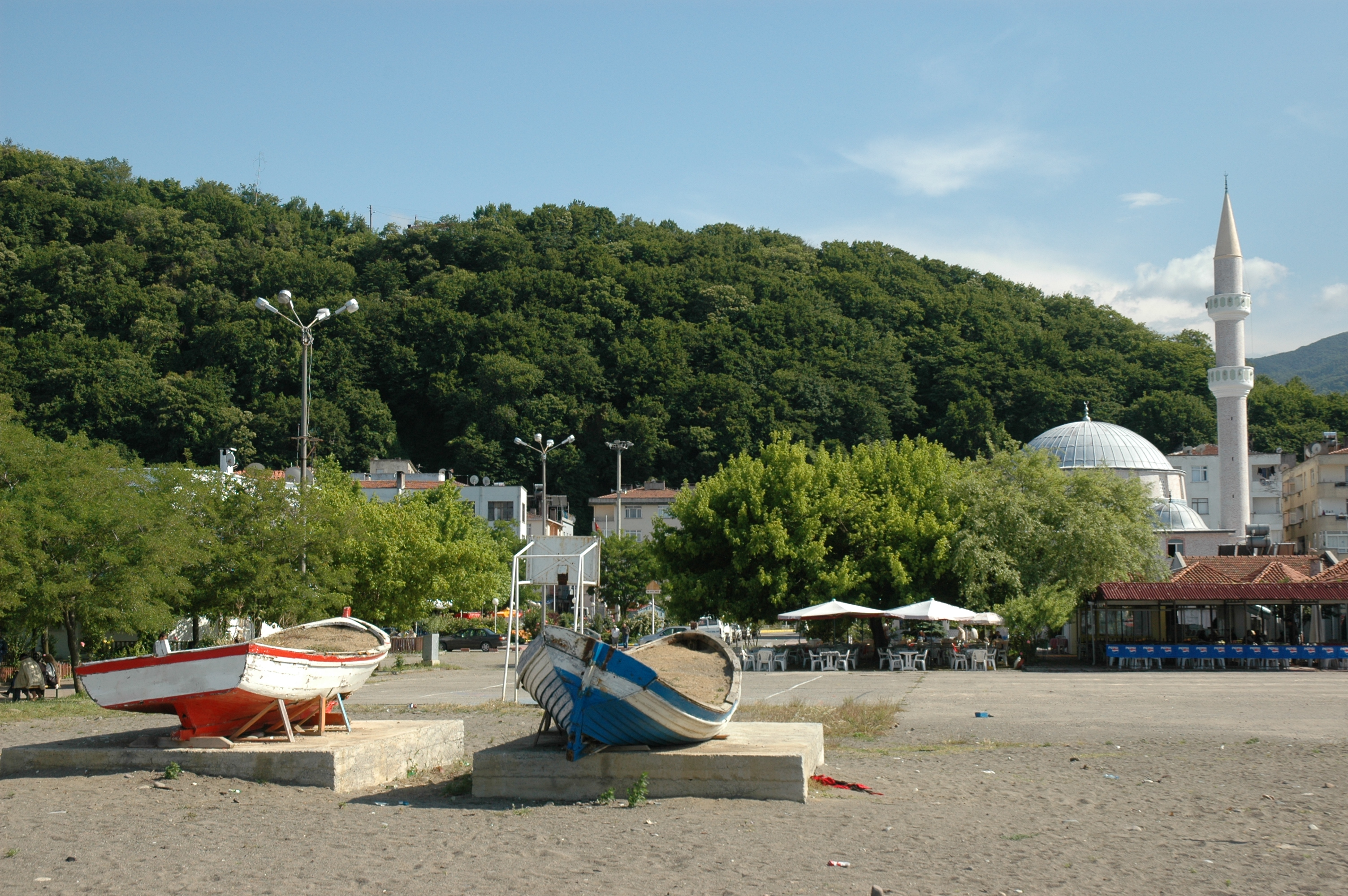
Abana en 2005
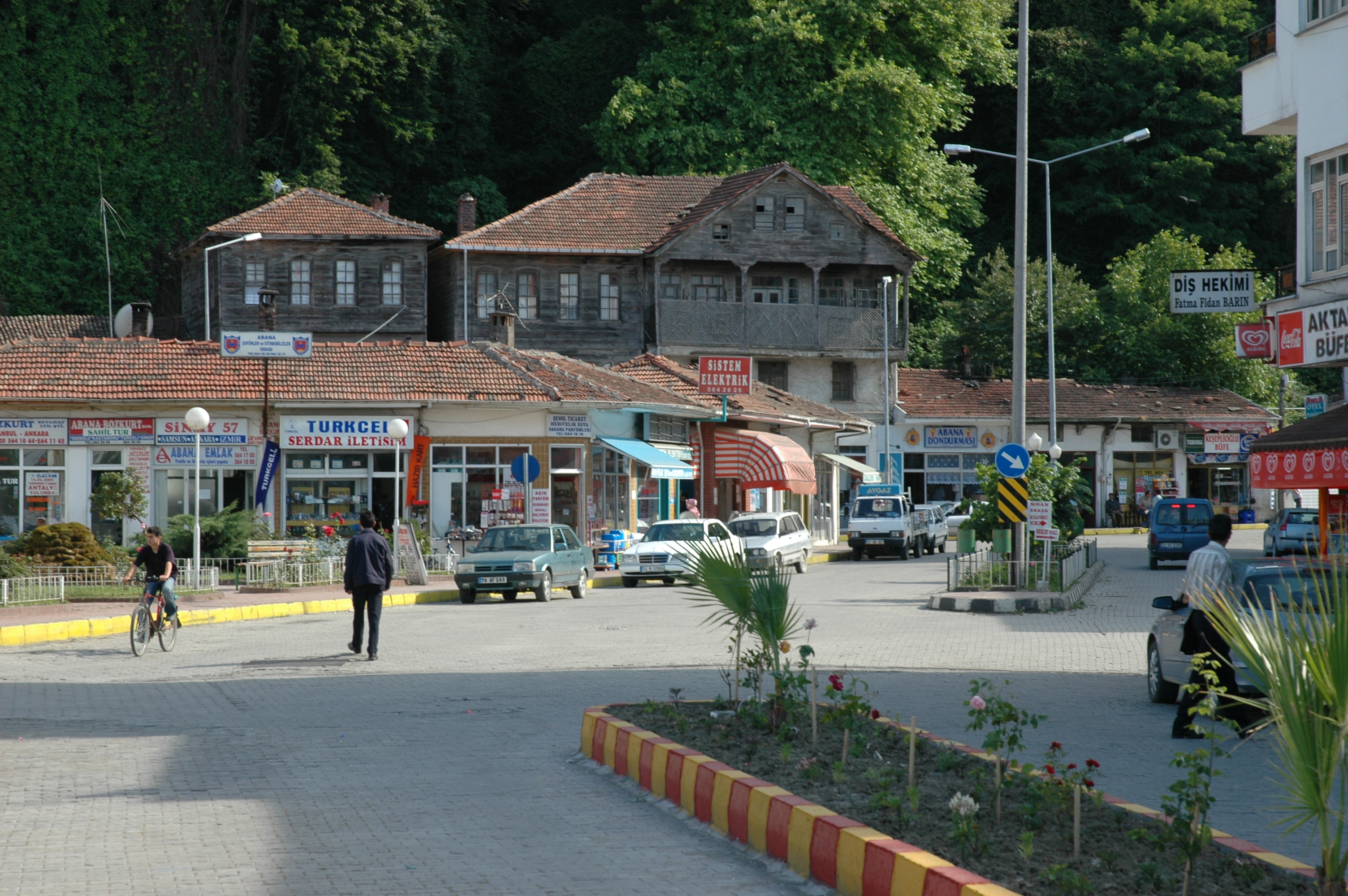
Abana en 2005
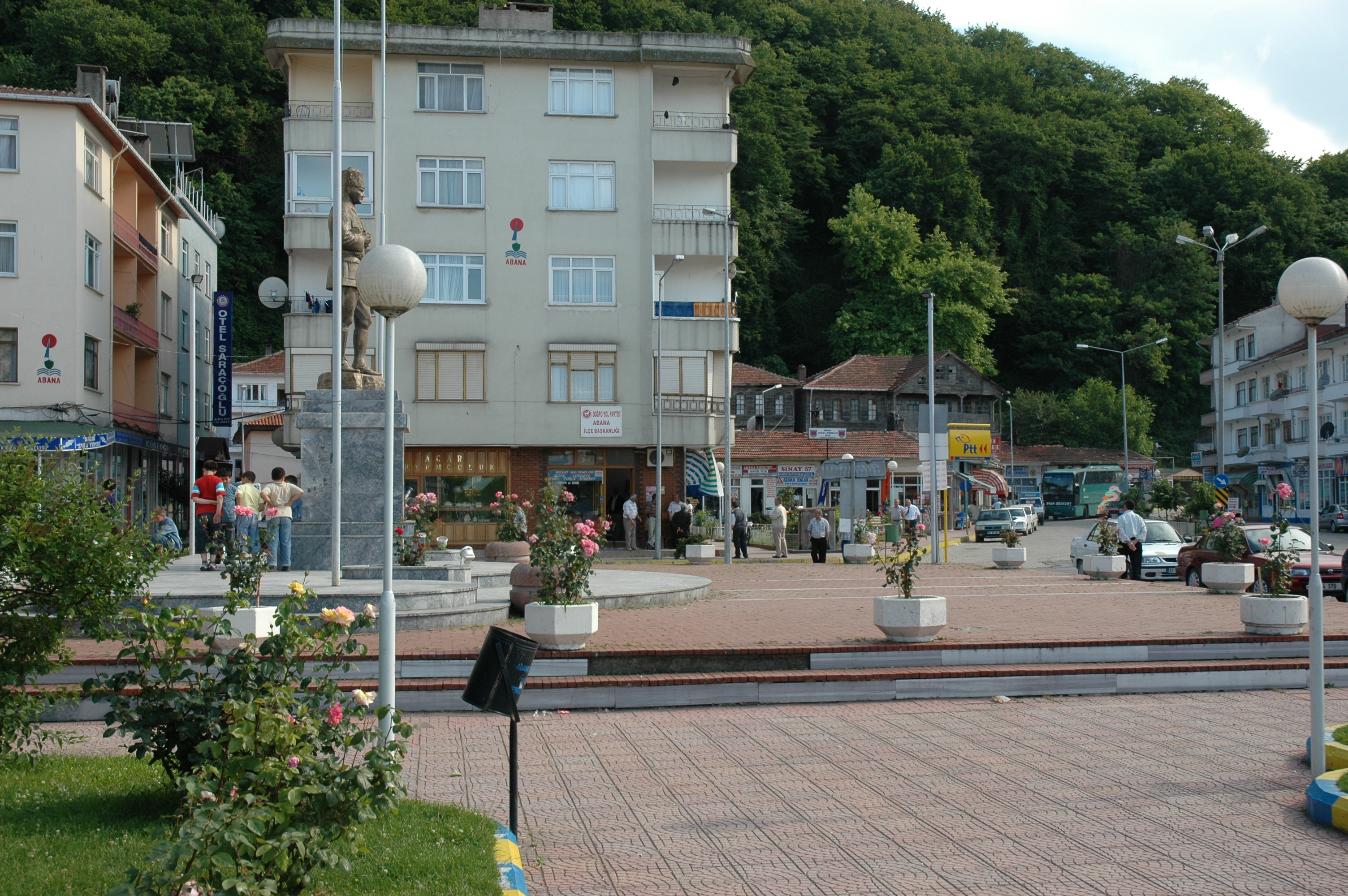
Abana en 2005
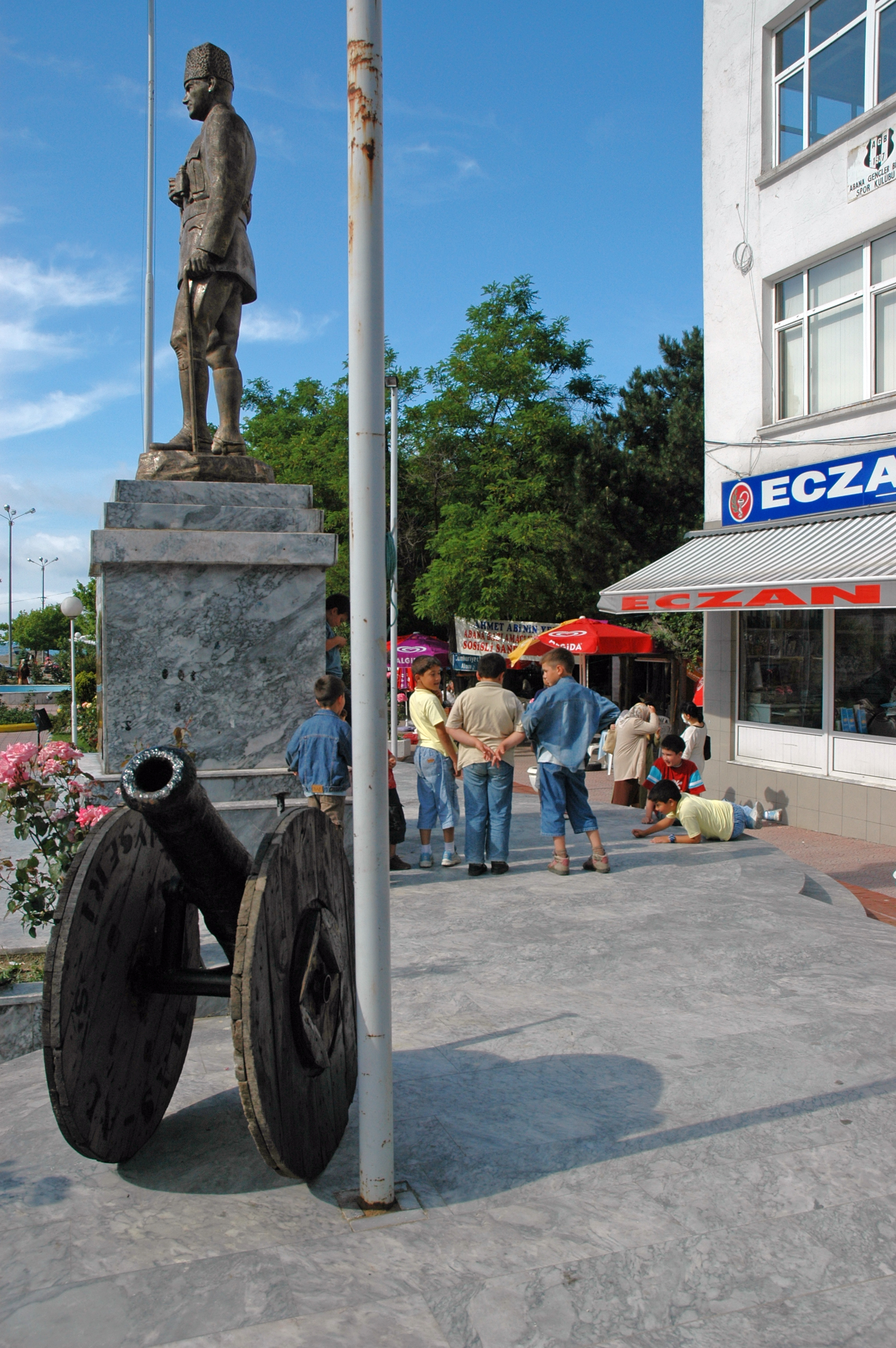
Abana en 2005
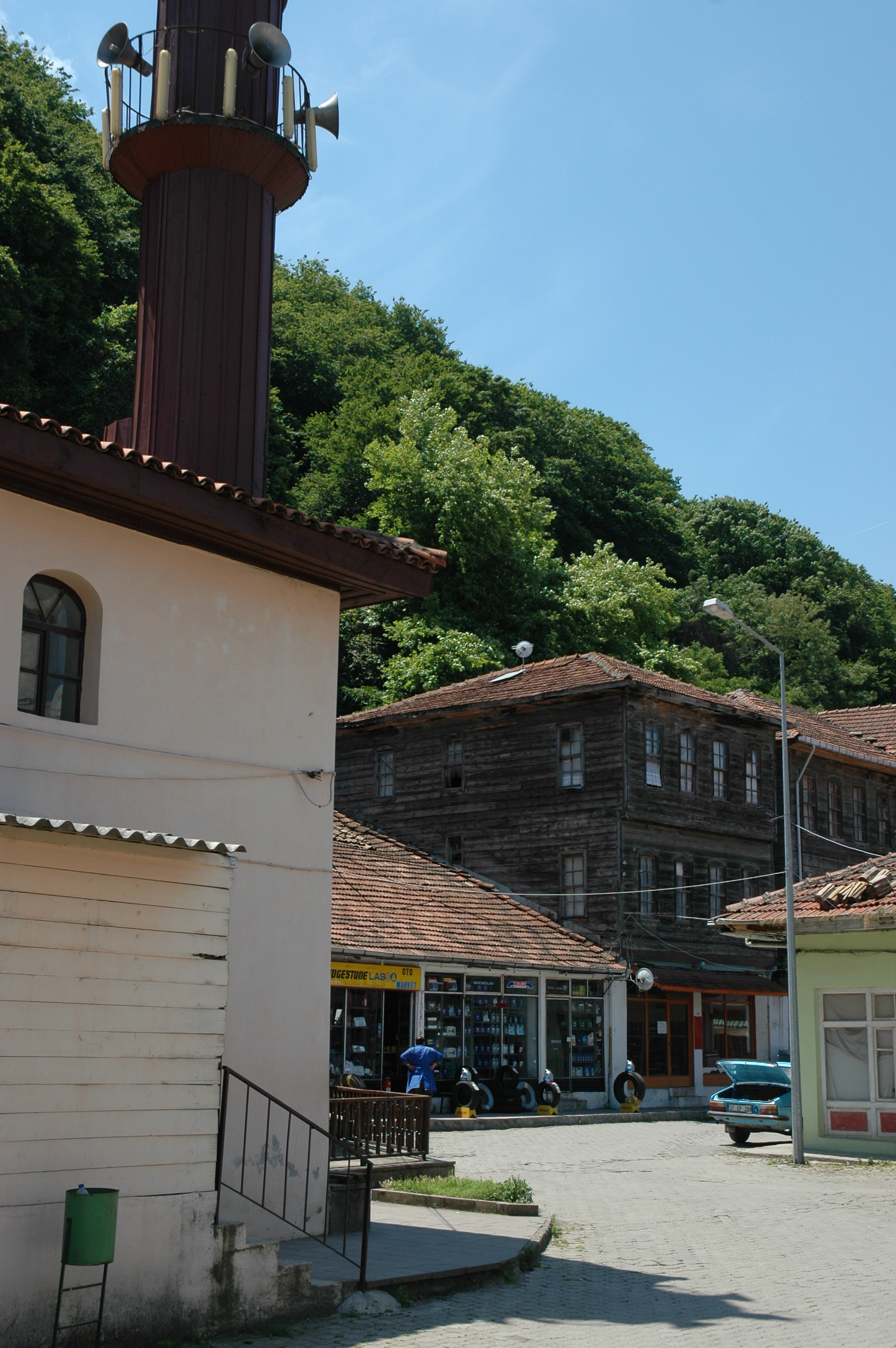
Abana en 2005
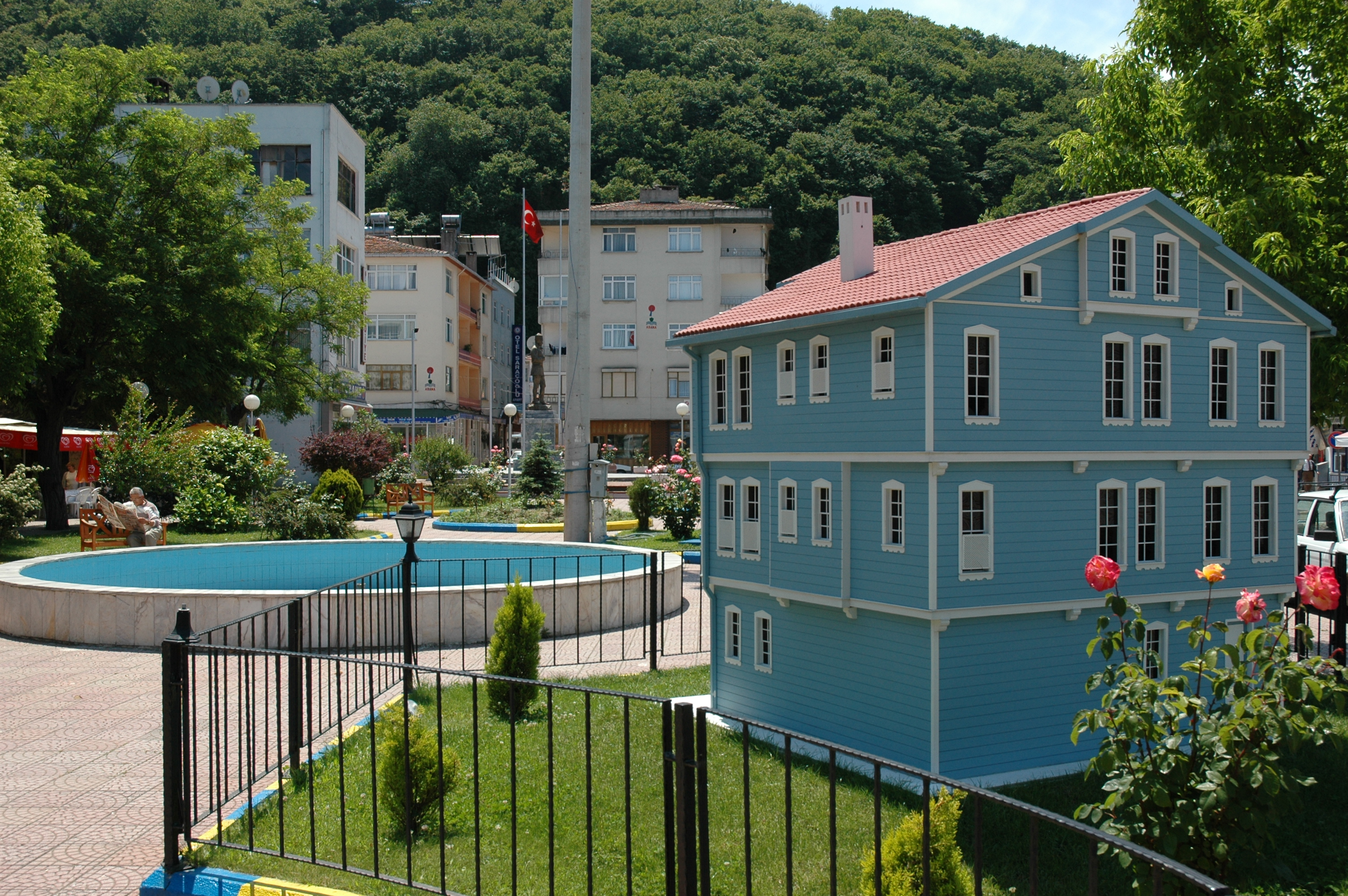
Abana en 2005
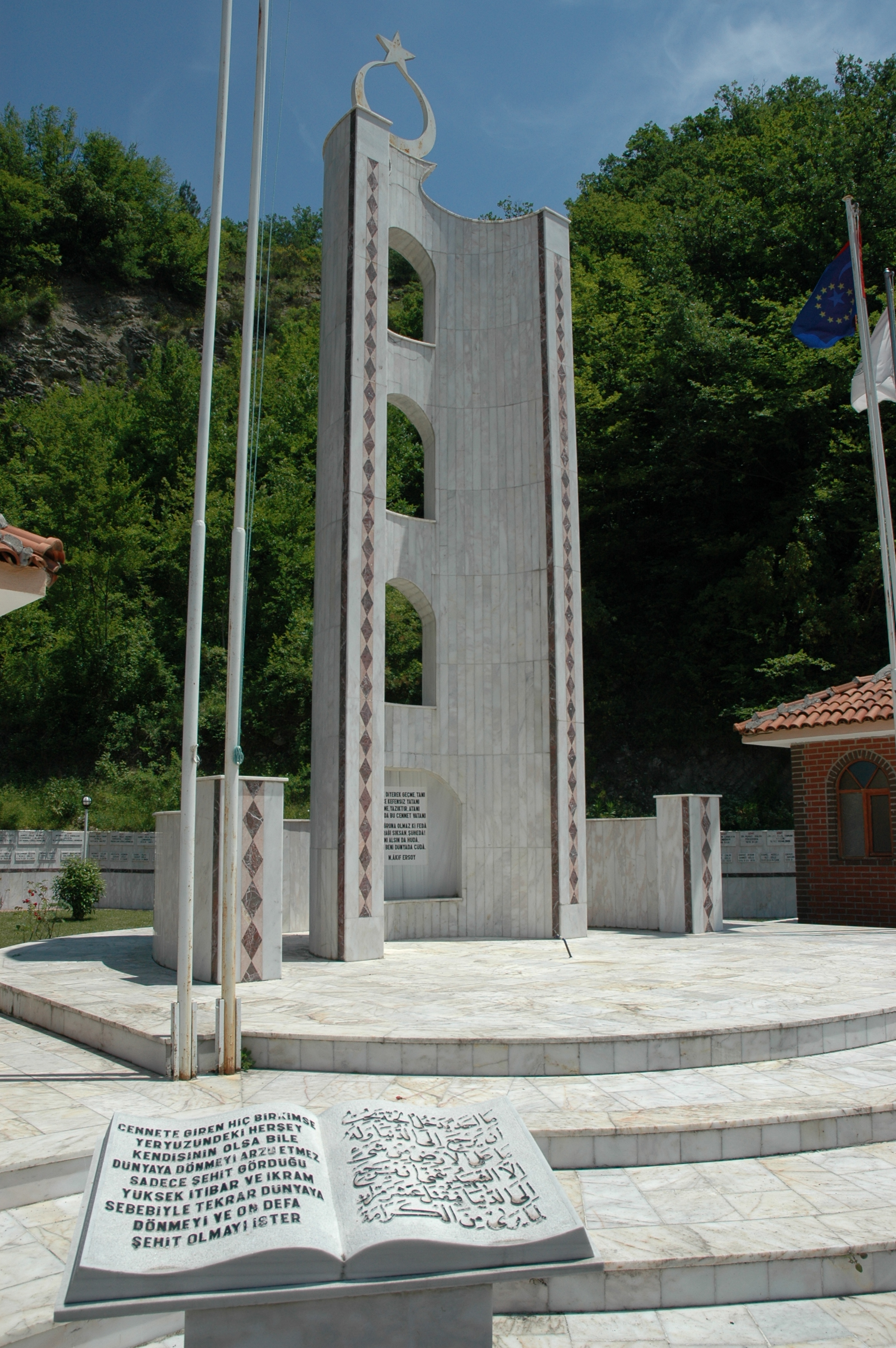
Abana en 2005
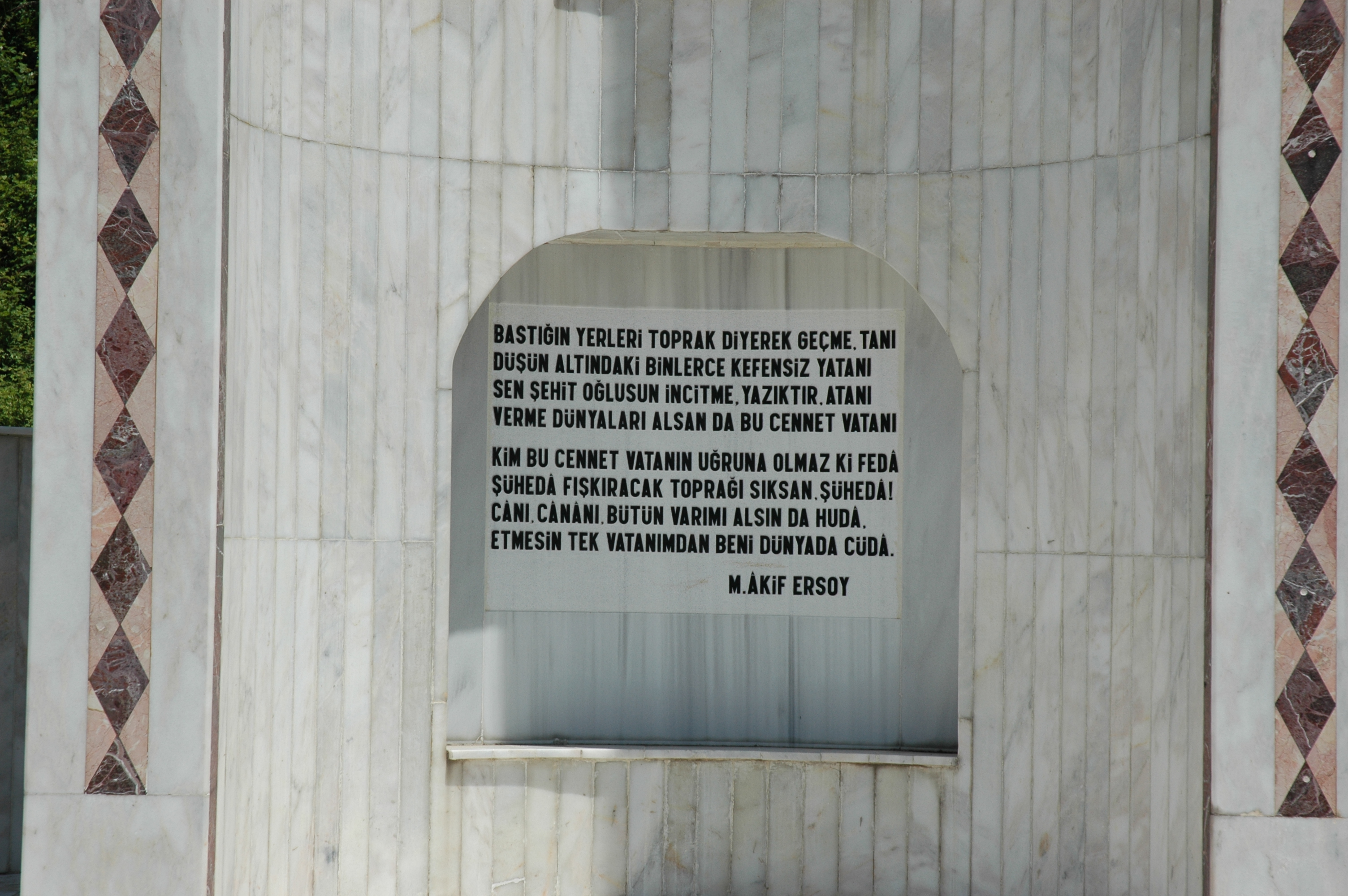
Abana en 2005